# CLX
CLX (ang. Component Library for Cross Platform) – typ biblioteki VCL pracującej w środowisku Borland Kylix. Wykorzystuje ona bibliotekę Qt firmy Trolltech.
Została stworzona, by przeportować dostępną tylko dla Microsoft Windows bibliotekę VCL. API CLX jest prawie identyczne z VCL, dlatego większość aplikacji z Delphi można skompilować w Kylixie.
Rozwój CLX został zaprzestany razem z rozwojem Kylixa, co było spowodowane przez występowanie w tym środowisku wielu błędów.